# Мриданга

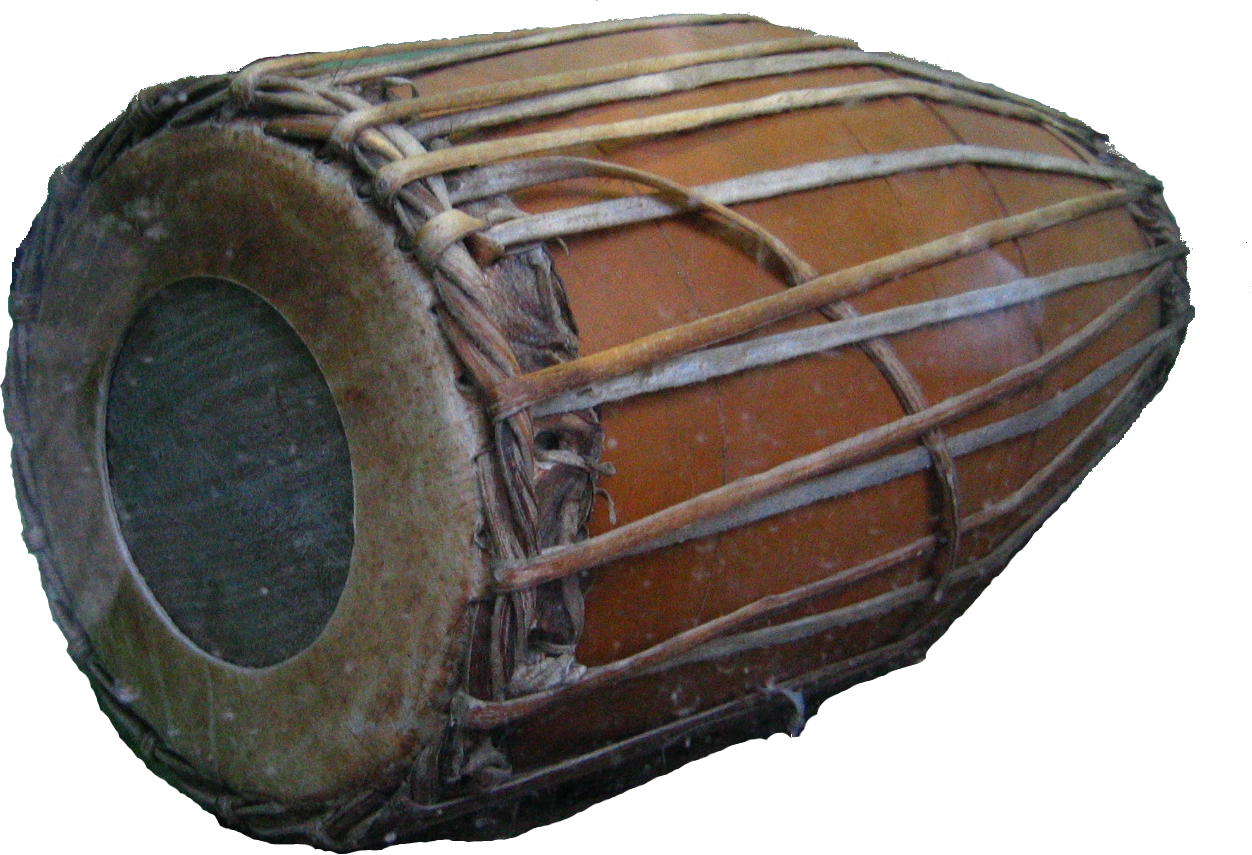
Південноіндійська мриданґа

Мриданґа (санскр. mṛdanga, там. மிருதங்கம், малаял. മൃദംഗം) — індійський музичний інструмент (барабан), поширений в основному в Південній і Східній Індії. Назва походить від санскритських слів «мрид» («глина» або «земля») і «анґ» («тіло»). Мриданґу також називають мриданґам, мруданґам, мрданґам, мританґам, мірутанґам або мірудганґам.
Мриданґа шанується як один із восьми священних музичних інструментів, і індуїсти навіть проводять їй пуджу (обряд поклоніння). Мриданґа це барабан з глини. Це дуже давня форма барабану з досконалою акустикою. Найдавніші згадки про мриданґу зустрічаються задовго до початку нашої ери. У «Надья-шастрі» вона згадується як основний барабан і докладно описана. Вказується також те, як готувати і накладати річкову глину на мембрани мриданґи. Сама назва «мриданґа» є загальним для всіх основних барабанів. Мембрани мриданґи зроблені зі шкіри корів або буйволів, що померли природною смертю. Для кращого резонансу на шкіряну основу наноситься спеціальна суміш із глини, особливого каменю і рису.
Існує така байка про появу мриданґи в цьому світі. Крішна, який ніколи не розстається зі своєю флейтою, вирішив зійти на Землю у вигляді Чайтан'ї Махапрабгу, щоб навчити людей оспівувати Святі Імена Бога. Коли флейта дізналася про це, вона почала плакати: «О Господи, я ніколи не розлучалася з Тобою. Чому ж Ти хочеш кинути мене зараз?». Крішна відповів: «Не хвилюйся, Я візьму тебе з Собою, але в іншому вигляді». Так флейта Крішни перетворилася на мриданґу. Саме тому її звук є таким привабливим для сердець людей. Лівий бік мриданґи уособлює безмежну силу і міць Бога, правий — високий і солодкий бік — уособлює енергію насолоди Бога. Корпус мриданґи — це сам Бог, а 32 ремінця, що з'єднують два боки інструменту, — це 32 склади Харе Крішна мантри, що складається з імен Бога. Цей інструмент спеціально призначений для прославлення Бога. На мриданзі можна видобути 108 різноманітних звуків. Особливо солодкі глибокі «булькаючі» звуки на великому боці. Ці звуки впливають на повітряні потоки в тілі і радують серце.
Мриданґа є барабаном стилю «Карнатак». Однак, її можна використовувати для гри і в деяких інших стилях. Під час навчання гри на цьому інструменті учні повторюють різноманітні навчальні мантри, що складаються із складів які відповідають ударам на інструменті. Існують кілька традиційних шкіл гри на цьому інструменті. Для того, щоб зрозуміти всю солодкість мриданґи, потрібно почути її в руках досвідченого музиканта. Як сказано в молитві, зверненій до мриданґи: сурасананта-раґая — «нескінченні ритми сповнені всіх прекрасних духовних смаків».
Молитва Мриданзі:
|  | Я з повагою схиляюся перед Мриданґою, виявленою у своїй духовній формі, вона сповнена найсолодших смаків і має тисячі чудових якостей. |